# Lijst van nationale parken in Tanzania
Hieronder volgt een lijst van de zestien nationale parken van Tanzania. 
Twee nationale parken (Nationaal park Serengeti en Nationaal park Kilimanjaro) staan op de Unesco-Werelderfgoedlijst. Naast de nationale parken zijn er ook nog wildreservaten (Rungwa, Selous, Ugala River, Uwanda, Mkomazi, Biharamula,..), mariene parken (Mafia Island, Mnavi Bay-Ruzumba Estuary,...) en één conservation area (Ngorongoro).
| Nationaal Park                    | Kenmerken                                      | Oppervlak (km2 | Locatie                                      | Foto |
| --------------------------------- | ---------------------------------------------- | -------------- | -------------------------------------------- | ---- |
| Nationaal park Arusha             | grote habitat diversiteit                      | 552            | Noord-Tanzania, noordoost van de stad Arusha |      |
| Nationaal park Gombe Stream       | chimpansees                                    | 52             | West-Tanzania bij het Tanganyikameer         |      |
| Nationaal park Katavi             | nijlpaarden                                    | 4.471          | Zuidwest-Tanzania                            |      |
| Nationaal park Kilimanjaro        | Berggebied met Kilimanjaro                     | 1.668          | Noord-Tanzania bij Moshi                     |      |
| Nationaal park Kitulo             | grote planten- en bloemendiversiteit           | 4.129          | Zuid-Tanzania                                |      |
| Nationaal park Lake Manyara       | uitgebreide fauna                              | 330            | Noord-Tanzania                               |      |
| Nationaal park Mahale Mountains   | chimpansees                                    | 1.613          | West-Tanzania bij het Tanganyikameer         |      |
| Nationaal park Mikumi             | savanne                                        | 3.230          | Oost-Tanzania                                |      |
| Nationaal park Mkomazi            | witte neushoorn en Afrikaanse wilde hond       | 3.245          | Noord-Tanzania bij grens met Kenia           |      |
| Nationaal park Ruaha              | olifanten, grote vogeldiversiteit              | 10.300         | Midden-Tanzania                              |      |
| Nationaal park Rubondo Island     | beschermde visgronden                          | 457            | zuidwesthoek van het Victoriameer            |      |
| Nationaal park Saanane Island     | eiland in het Victoriameer                     | 2,18           |                                              |      |
| Nationaal park Saadani            | tropisch kustgebied                            | 1.100          | Indische Oceaankust                          |      |
| Nationaal park Serengeti          | migratie van wildebeesten, zebra's en gazellen | 14.763         | grenzend aan Kenia en aan het Victoriameer   |      |
| Nationaal park Tarangire          | grote concentratie grote zoogdieren            | 2.850          | 120 km zuidwest van Arusha                   |      |
| Nationaal park Udzungwa Mountains | grote biodiversiteit                           | 1.990          | 65 km zuidwest van Mikumi                    |      |